# Andi Maile
Andreas „Andi“ Maile (* 8. August 1964 in Stuttgart) ist ein deutscher Jazzmusiker (Tenorsaxophon, Sopransaxophon).

## Leben
Andi Maile studierte bei James Towsey und Wolfgang Engstfeld in Köln und spielte im Bundesjugendjazzorchester unter der Leitung von Peter Herbolzheimer sowie in der Bobby Burgess Big Band Explosion (seit 1989). Seit 1992 ist er festes Mitglied der SDR-Big-Band, inzwischen – fusioniert – die SWR Big Band. Dort begleitete er Max Greger, Hugo Strasser und Paul Kuhn; zu seinen Kollegen im Orchester gehörten Manny Albam, Bill Holman, Frank Foster oder Jens Winther.
Weiterhin konzertierte Maile erfolgreich mit Charly Antolinis Jazz Power, mit der WDR Big Band und dem German Jazz Orchestra von Jiggs Whigham. Im preisgekrönten Gregor Hübner Quintett arbeitete er mit Tim Hagans und Harvie Swartz, spielte aber auch mit Benny Bailey, Don Menza, Claudio Roditi, im Timeless Art Orchestra von Klaus Graf und in Alexander’s Swingtime Band mit Benny Waters.
1996 wurde Maile mit dem Jazzpreis Baden-Württemberg ausgezeichnet. 1998 veröffentlichte er seine CD „Mailensteine“ (mit Olaf Stötzler, Nicolas Thys und Patrick Manzecchi). 